# Cantone di Lons-le-Saunier-Nord
Il Cantone di Lons-le-Saunier-Nord era una divisione amministrativa dell'arrondissement di Lons-le-Saunier.
A seguito della riforma approvata con decreto del 17 febbraio 2014, che ha avuto attuazione dopo le elezioni dipartimentali del 2015, è stato soppresso.

## Composizione
Comprendeva parte della città di Lons-le-Saunier e i comuni di:
- Chille
- Condamine
- Courlans
- Courlaoux
- L'Étoile
- Montmorot
- Saint-Didier
- Villeneuve-sous-Pymont